# Czworo szlachetnych
Czworo szlachetnych (chiń. 四君子 Sìjūnzi, jap. 四君子 Shikunshi) – w sztuce Dalekiego Wschodu przedstawienie czterech roślin: bambusa, orchidei, dzikiej śliwy i chryzantemy. Ze względu na swoje wartości estetyczne, stanowiły popularny temat malarski. Ukazywano je w różnych okolicznościach przyrodniczych, często z towarzyszącymi im ptakami.
Cztery rośliny pierwotnie symbolizowały cztery pory roku, z czasem jednak w świetle nauk buddyzmu chan zaczęto przypisywać im również symbolikę moralną. Zielony przez cały rok i pnący się w górę bambus był symbolem siły i prostoty, zaś jego pusty w środku pień odpowiadał buddyjskiej nauce o pustce. Delikatna orchidea symbolizuje piękno i wytworność, a w warstwie moralnej dystans wobec świata. Kwitnąca późną jesienią, w niesprzyjających warunkach chryzantema stała się symbolem hartu ducha i życia pustelniczego. Dzika śliwa, rozkwitająca w okolicy chińskiego Nowego Roku, gdy większość natury pozostaje jeszcze w czasie zimowego uśpienia, symbolizuje prostotę, czystość i oderwanie od spraw ziemskich.

## Galeria

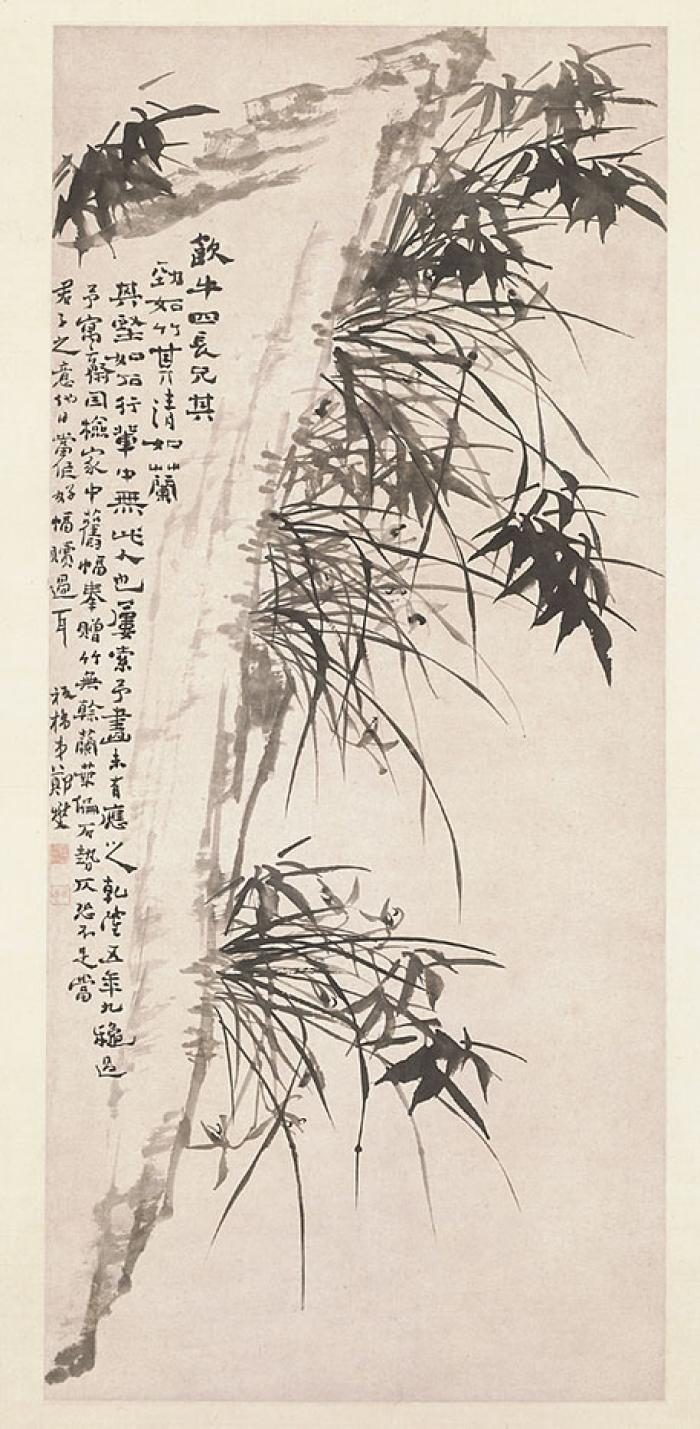
Orchidea i bambus, mal. Zheng Xie (1693-1765). Muzeum Pałacowe w Pekinie
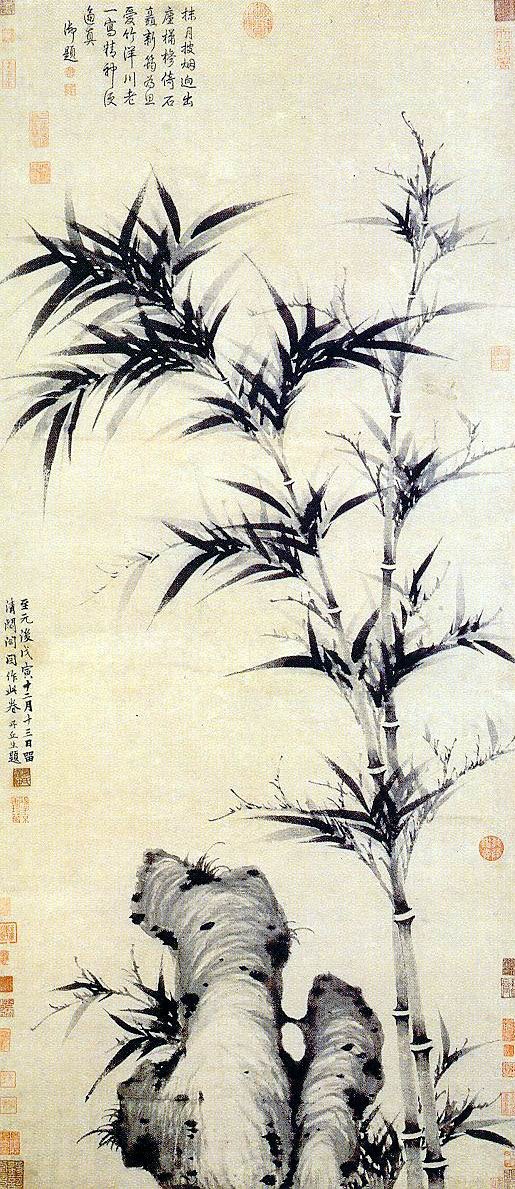
Bambus, mal. Ke Jiusi (1290-1343). Muzeum Pałacowe
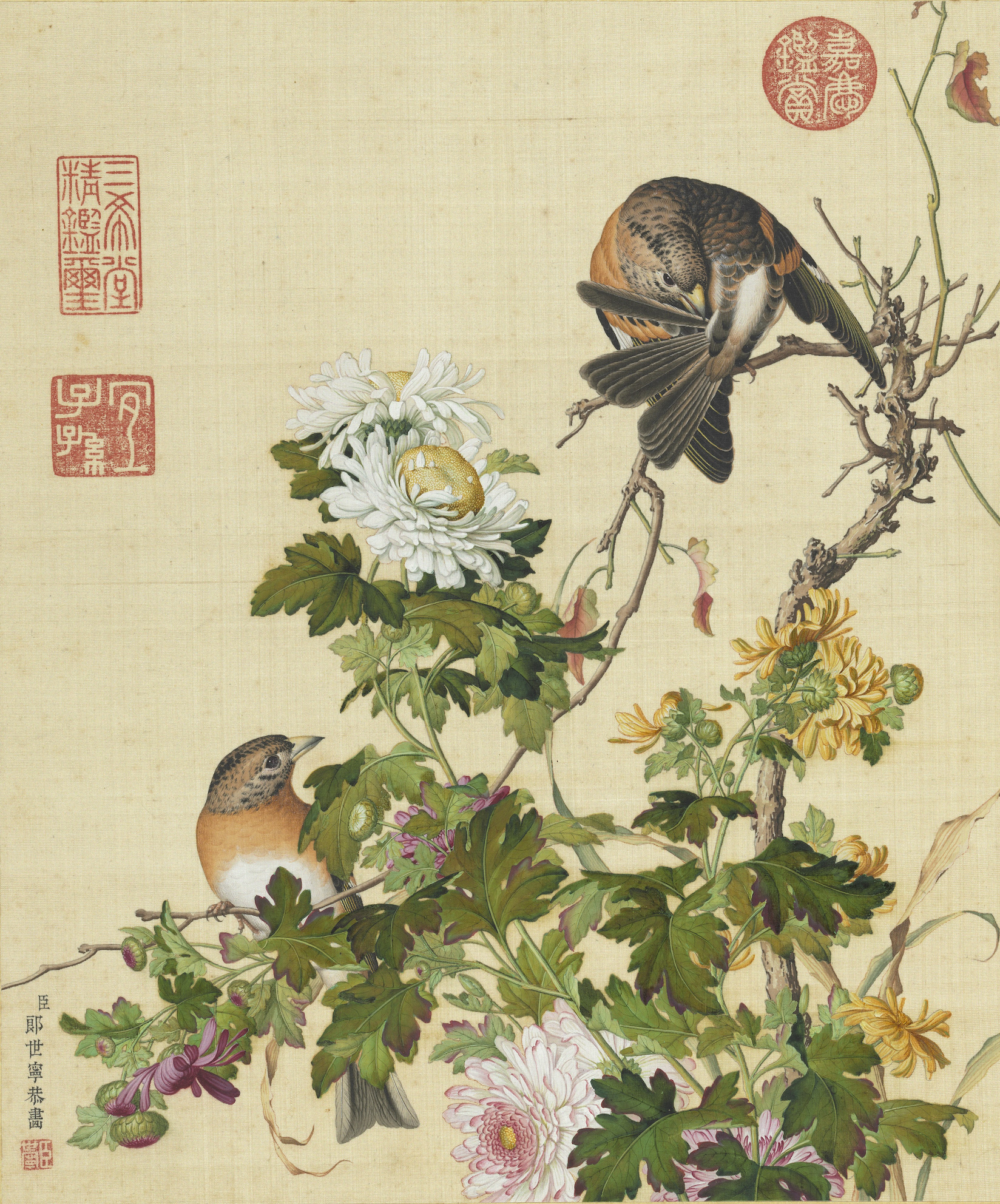
Chryzantema, mal. Giuseppe Castiglione (1688-1766). Narodowe Muzeum Pałacowe w Tajpej
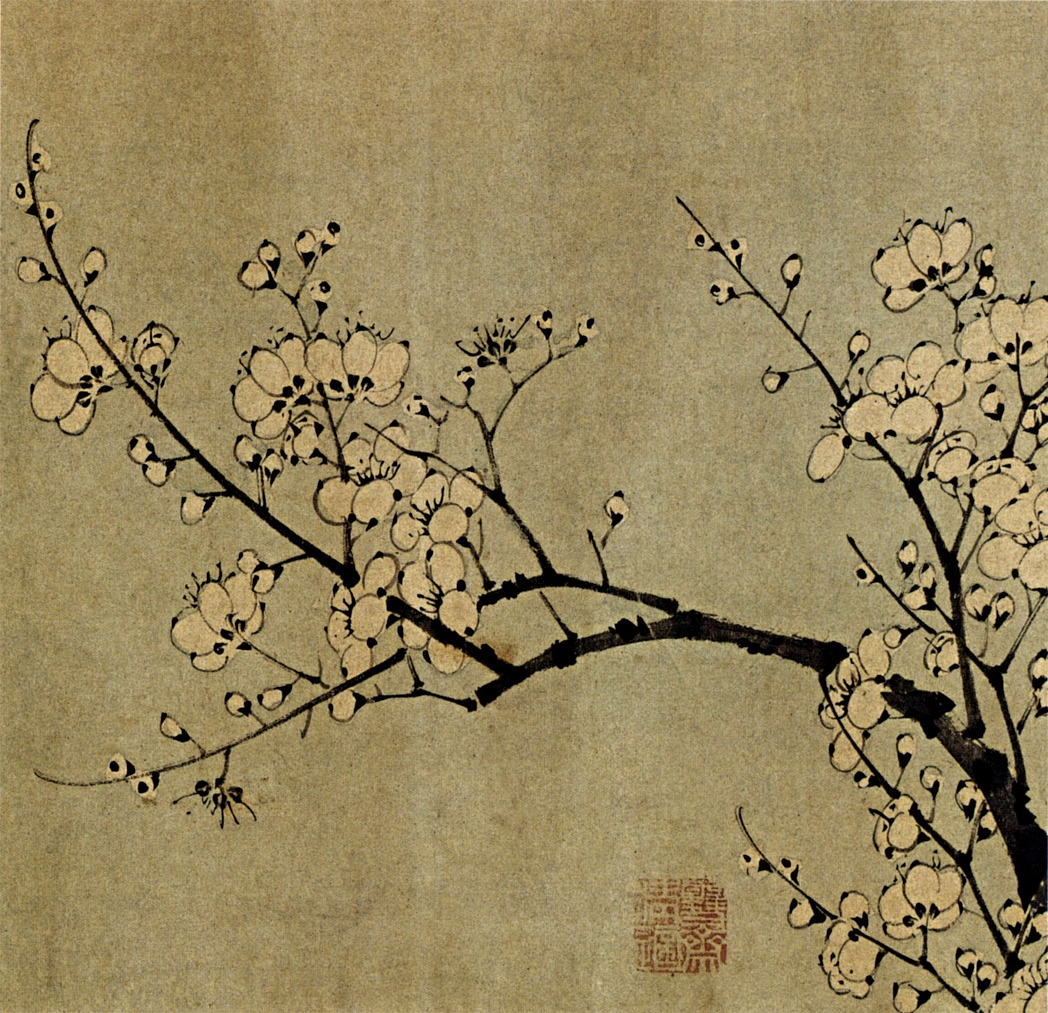
Śliwa, mal. Sun Long (XV w.). Stowarzyszenie Twórców Pieczęci Xiling w Hangzhou